# برامبل (کوکتل)
برامبل یک کوکتل انگلیسی است که توسط دیک برادسل در دهه ۸۰ میلادی در لندن، انگلستان ساخته شد. این کوکتل بر پایه نوشیدنی جین بوده که با لیکور بلک‌بری و شربت شکر مخلوط می‌شود.
برادسل همچنین پیشنهاد می‌کند که کوکتل را با میوه‌های قرمز تازه (مانند توت سیاه، کرن بری (نام توت خرس نیز شناخته می‌شود) و یک تکه لیمو تزئین کنید.

## تاریخچه پیدایش
برامبل در سال ۱۹۸۴ توسط دیک برادسل در لندن ساخته شد. در آن زمان، برادسل در یک بار در سوهو به نام فردز کلاب کار می‌کرد و قصد ساخت یک کوکتل بریتانیایی را داشت.
برامبل الهام گرفته از سفر او در کودکی به جزیره وایت بود که در آنجا با انواع بوته بلک‌بری آشنا شد بود.
نام این نوشیدنی به این دلیل است که بوته‌های شاه توت را برامبل می‌نامند.